# Saskia de Brauw
Saskia de Brauw, née le 19 avril 1981 à Amsterdam aux Pays-Bas, est une artiste et un mannequin néerlandais.

## Biographie

### Formation et activités artistiques
Née le 19 avril 1981 à Amsterdam, ses parents exercent la profession de juriste.
Âgée de seize ans, Saskia de Brauw est remarquée par un agent dans le métro d’Amsterdam. Elle commence alors des activités en tant que mannequin aux Pays-Bas, en Belgique et en Allemagne, puis abandonne progressivement le milieu de la mode afin de poursuivre des études artistiques à la Gerrit Rietveld Academie,. Sa formation achevée, elle commence une carrière d’artiste plasticienne,.
Son travail artistique prend la forme d’installations et de performances, des dispositifs dans lesquels elle interagit avec différents moyens d’expression, entre autres des textes, des vidéos et des photographies. Elle explore des thématiques telles que l’interaction du corps avec son environnement, et cartographie l’espace domestique pour questionner les liens entre les objets, les êtres et leurs pensées. Elle cite Georges Perec comme une influence majeure.
Parallèlement à ses activités artistiques, elle trouve des petits emplois pour arrondir ses fins de mois. Elle travaille notamment à la caisse d’une boulangerie d’Amsterdam.

### Carrière dans la mode
À 29 ans, suivant les conseils d’une amie maquilleuse, elle entame à nouveau une carrière de mannequin de mode,.
Lors d'un casting, elle rencontre Riccardo Tisci qui la recrute pour Givenchy et l’intègre au défilé de la collection homme présentée en janvier 2011. 
Elle devient une des « muses » de Karl Lagerfeld.
En 2012, Hedi Slimane la choisit comme visage de la collection homme printemps-été de Saint Laurent Paris.
De Brauw se décrit elle-même comme « un visage androgyne avec un corps féminin ».

### À côté de la mode
Au delà de sa carrière dans la mode, Saskia de Brauw se dit intéressée, d'une manière générale, par les processus de création des images.
Elle apparaît aux côtés de Tilda Swinton, Andreja Pejić et David Bowie dans le clip vidéo The Stars (Are Out Tonight).

## Récompense et contribution
Saskia de Brauw a reçu le Prix du Modèle féminin de l’année 2012, décerné par l’édition espagnole de Marie Claire.
En outre, elle s’est impliquée à titre personnel dans une campagne de sensibilisation, d’information et de prévention contre le cancer du sein avec l’association Fashion Fights Cancer (FFC).

## Œuvres
En 2014, elle expose certaines de ses œuvres au Musée national d'Écosse sous le nom de l'exposition The Accidental Fold. En 2016, elle sort un livre du même nom basé sur cette exposition.